# Capella (Schiff, 1961)
Das Frachtschiff Capella war ein Küstenmotorschiff vom Typ Kümo 840 der Deutschen Seereederei Rostock (DSR), die ab 1952 für den gesamten Schiffsbetrieb im Außenhandel der DDR verantwortlich war. 1976 machte der Untergang des Schiffes internationale Schlagzeilen.

## Das Schiff bis 1976
Die Capella lief 1961 bei der Peene-Werft in Wolgast vom Stapel und wurde am 25. Mai 1961 in Dienst gestellt. Sie wurde in der internationalen Küstenschifffahrt eingesetzt.

## Der Schiffbruch
Am 3. Januar 1976 zog ein Orkan über Mitteleuropa hinweg; dieser gehörte zu den stärksten Orkanen des 20. Jahrhunderts. Er richtete große Schäden an und kostete in Europa 82 Menschen das Leben. Später wurde dieser Orkan Capella-Orkan genannt.
Die Capella war unter dem Kommando von Kapitän Hentschel mit Salz und Futtermitteln auf der Reise vom englischen Runcorn (bei Liverpool) nach Stockholm, Schweden, via Nord-Ostsee-Kanal. In Runcorn wurde am 30. Dezember 1975 gegen 14:30 Uhr abgelegt, an Neujahr passierte das Schiff Landsend und am 2. Januar 1976 fuhr die Capella im Ärmelkanal auf der Höhe von Hastings. Am 3. Januar gegen 08:27 Uhr bat der Kapitän der Capella über Scheveningen Radio um Hilfe. Gegen 10:00 Uhr berichtete der Kapitän, dass im Seegebiet vor Schiermonnikoog die Ruderanlage ausgefallen sei, das Schiff quer zur See liege und es zu Wassereinbrüchen komme. Ein Abbergen der Besatzung durch das gegen 10.00 Uhr zur Hilfe geeilte KNRM-Rettungsboot Carlot wurde abgelehnt. Das DSR-Schiff Nienburg und das schwedische Schiff Laidaue (Laitaure IMO 6409727) eilten ebenfalls zur Hilfe. Um 17.30 Uhr bat die Nienburg die Capella per Funk, Seenotraketen einzusetzen, um ihre Position besser ausmachen zu können; die Nienburg begleitete daraufhin die Capella, deren Raketen auch von der Leuchtfeuerstation Schiermonnikoog um 17.33 Uhr „ein paar Meilen nördlich der Hubertgat-Tonne gesichtet“ wurden. Nach einer Notreparatur versuchte die Besatzung der Capella, den Schutzhafen Borkum zu erreichen. Im Hubertgatt geriet sie jedoch bei Windgeschwindigkeiten um 150 km/h in äußerst schwere See, wodurch – laut späteren Angaben der Nienburg: „erneut“ – die Abdeckung der Vermessungsluke beschädigt wurde. In Grundseen schlug die Capella erneut Leck. Danach (seien wohl die Pumpen vom eindringenden Wasser überfordert gewesen oder ausgefallen und) fiel die Maschine aus und die Funkverbindung brach ab. Die Nienburg konnte zwar gegen 18.10 Uhr noch eine Leinenverbindung zu einem Rettungsfloß herstellen, das sich aber als leer herausstellte. Antriebslos und manövrierunfähig lag die Capella leck in der rauen See; die Nienburg kam ihr trotz der schwierigen Bedingungen noch bis auf 30 m nahe, um schwimmende Seeleute zu retten, konnte aber nichts ausrichten. Um 18.23 Uhr sank die Capella. Die Nienburg machte zunächst noch fünf schwimmende Besatzungsmitglieder aus, was auch über Norddeich Radio verbreitet wurde. Der Nienburg gelang jedoch nicht deren Rettung. Auch eine sofort eingeleitete Suchaktion mit zwei Seenotrettungskreuzern und einem Hubschrauber blieb erfolglos; sie wurde massiv durch die einbrechende Dunkelheit und durch Grundseen behindert. Alle elf Besatzungsmitglieder blieben auf See.
Die genaue Position des Wracks der Capella war unmittelbar nach dem Untergang zunächst nur grob bekannt. Am 6. Januar schickte der DSR Generaldirektor Kapitän Dr. Artur Maul einen Mitarbeiter nach Holland, um das Wrack zu lokalisieren, Tote zu bergen und die Schadensursache herauszufinden; dazu kamen offenbar „evtl. weitergehende Absichten“, die jedoch auf der holländischen Seite – „[s]elbst die Taucher“ – niemand erfahren sollte. Behindert durch raues Wetter und angeblich auch bürokratische Verzögerungen auf westdeutscher Seite (das Suchgebiet war im deutsch-niederländischen Grenzgebiet), gelang mithilfe eines niederländischen Schiffes nach mehreren Tagen die Lokalisation des Wracks, die zeitnah auch von anderen, wohl westdeutschen Schiffen vorgenommen wurde. Anschließend beauftragte die Reederei DSR „aufgrund des kürzeren Anmarschweges“ die westdeutsche Firma Lutomsky, die Leichen der Besatzung zu bergen und „Schiffsunterlagen für den V-Fall“ sicherzustellen; ein Bericht zu diesem Vorgang wurde der Stasi vorgelegt.
Das Wrack liegt auf Position 53° 38′ N, 6° 13′ O etwa 18 Seemeilen vor Borkum in einer Tiefe von 24 m, mittlerweile auf der Steuerbordseite.